# Флоринда ла Кава
Флоринда ла Кава (Florinda la Cava) или само Ла Кава е легендарна девойка, която изиграва важна роля в Арабското завоюване на Испания в началото на VІІІ век. Няколко арабски и испански хроники я споменават като дъщеря на също така легендарния Юлиян – управител на крепостта Сеута от името на Византия.

## Легендата
Историята започва с това, че Юлиян отхвърля службата към Византия и като почти независим граф на Сеута приема върховенството на Вестготското кралство. През 710 г. там се възцарява Родерих – енергичен и смел владетел. Юлиян изпраща дъщеря си да се образова във вестготската столица Толедо, но красивото момиче привлича вниманието на краля. Една вечер той я вижда да се къпе с приятелките си в градината и я пожелава. Превръща я в своя любовница (според други версии я похищава против волята ѝ). Това събужда гнева на Юлиян и той решава да потърси помощта на арабите, които вече са поставили земите на днешно Мароко под властта си. Когато стават ясни намеренията му, Юлиян произнася известните думи: „Ще ви изпратя ястреб, какъвто никога не сте виждали!“. И наистина, той осведомява подробно арабския управител Муса ибн Нусаир за ситуацията във Вестготското кралство и осигурява кораби на войските му, за да се прехвърлят на испанския бряг. Така през 711 г. започва нашествието, ръководено от Тарик ибн Зияд, което бързо довежда до падането на Пиренейския полуостров под властта на мюсюлманите, а оттам – и до началото на Реконкистата.

## Интерпретации
Тази легенда е застъпена в няколко средновековни исторически извора. Първо се появява в една арабска хроника от ХІ век, а после в Готската хроника от ХІІ в. Там девойката е наречена Олиба, макар истинското ѝ име да не е известно. По-късно се налага названието Ла Кава, което идва от арабското произнасяне на Ева. Едва през ХVІ в. Мигел де Луна добавя и Флоринда.
„Легендата за Родерих и Флоринда е единственият сюжет, проникнал в испанската литература от вестготското време“, пише в докторската си дисертация Сара Готарди. Въз основа на легендата са създадени редица картини, е през 2000 г. е реализират и мюзикъл с името „Ла Кава“.